# Jojo Rabbit
Jojo Rabbit (tựa Việt: Nhóc Jojo) là một bộ phim hài - chính kịch năm 2019 của Mỹ  được viết và đạo diễn bởi Taika Waititi, dựa trên cuốn sách Caging Skies của Christine Leunens. Phim có tên ở hạng mục Phim truyện xuất sắc của Oscar 2020. Roman Griffin Davis miêu tả nhân vật tiêu đề, "Jojo" Betzler, một thành viên Đội thiếu niên Đức của Hitler, người phát hiện ra mẹ mình (Scarlett Johansson) đang giấu một cô gái Do Thái (Thomasin McKenzie) trên gác mái của họ. Sau đó, anh ta phải đặt câu hỏi về niềm tin của mình, trong khi đối phó với sự can thiệp của người bạn tưởng tượng của mình, một phiên bản huyền ảo của Adolf Hitler (Waititi). Bộ phim cũng có sự tham gia của Rebel Wilson, Stephen Merchant, Alfie Allen và Sam Rockwell.
Bộ phim đã được công chiếu trên toàn thế giới tại Liên hoan phim quốc tế Toronto lần thứ 44 vào ngày 8 tháng 9 năm 2019, nơi nó đã giành giải thưởng cao nhất, Giải thưởng Lựa chọn của mọi người Grolsch. Jojo Rabbit đã được phát hành tại Hoa Kỳ vào ngày 18 tháng 10 năm 2019 và tại New Zealand vào ngày 24 tháng 10 năm 2019. Nó đã thu hút được nhiều lời khen ngợi - đặc biệt là về màn trình diễn, phong cách hình ảnh, sự hài hước, trái tim, thông điệp lạc quan, điểm âm nhạc và giá trị sản xuất - nhưng cũng có một số lời chỉ trích cho miêu tả hài hước của Đức quốc xã.
Jojo Rabbit được Ủy ban đánh giá quốc gia và Viện phim Mỹ chọn là một trong mười bộ phim hay nhất trong năm. Tại lễ trao giải Oscar lần thứ 92, bộ phim đã nhận được sáu đề cử, bao gồm Phim hay nhất và Nữ diễn viên phụ xuất sắc nhất cho Johansson, và giành giải cho Kịch bản chuyển thể hay nhất. Tại lễ trao giải Quả cầu vàng lần thứ 77, bộ phim đã được đề cử cho Phim hay nhất - Nhạc kịch hay Hài kịch và Nam diễn viên xuất sắc nhất - Nhạc kịch hay Hài kịch cho Davis.

## Sơ lược
Cuối Thế chiến II, nước Đức dần trở nên kiệt quệ vì phải căng mình trên cả hai mặt trận phía đông và phía tây. Do đó, những thành phố nhỏ của Đức tuy chưa bị bom đạn tàn phá, nhưng cũng dần cảm nhận được cái kết đang cận kề thông qua sự vắng mặt ngày một dài hơn và nhiều hơn của đàn ông Đức đang phải bán mạng nơi chiến trường theo tiếng gọi cùng mệnh lệnh của Quốc trưởng Adolf Hitler.
Cha của cậu nhóc mười tuổi Johannes "Jojo" Betzler (Roman Griffin Davis) là một người như vậy. Anh phải bỏ lại con trai và người vợ xinh đẹp Rosie Betzler (Scarlett Johansson) để chiến đấu tận Ý xa xôi mà không biết ngày nào mới quay trở lại.
Thiếu vắng hơi ấm của cả người cha đi xa lẫn người mẹ quá bận bịu vì công việc thời chiến, lại vừa mất đi người chị gái Inge vì căn bệnh cúm quái ác, Jojo chỉ còn biết tìm kiếm niềm vui với "lý tưởng" yêu thích của cậu. Đó là toàn bộ những gì dính dáng đến Đảng Quốc xã và lãnh tụ "kiêm" người bạn tưởng tượng của cậu - Adolf Hitler (Taika Waititi).
Mang mộng trở thành "người lính" ưu tú của quân đội Đức Quốc xã trong đầu, Jojo và cậu bạn ục ịch "thân thứ nhì chỉ sau Hitler" Yorki (Archie Yates) gia nhập trại hè Thiếu niên Quốc xã do viên Đại uý "độc nhãn" Klenzendorf (Sam Rockwell) chỉ huy.
Dưới sự "dìu dắt" của Klenzendorf và những huấn luyện viên mẫn cán như "chị" Rahm (Rebel Wilson), Jojo chợt nhận ra rằng mình chỉ là cậu nhóc thỏ đế, ghét bạo lực, không dám thẳng tay chém giết theo lệnh cấp trên.
Nhưng với sự động viên của người bạn tưởng tượng Adolf Hitler và "tình yêu" bất tận với Chủ nghĩa Quốc xã, Jojo "Thỏ đế" quyết tâm chứng tỏ bản thân vẫn là thỏ, nhưng là chú thỏ dũng cảm bằng việc… giật lấy trái lựu đạn huấn luyện của Đại uý Klenzendorf để nếm thử cảm giác nơi sa trường.
Cậu bé "thỏ đế" Jojo thông thường chỉ biết tâm sự với người bạn tưởng tượng chính là Quốc trưởng Adolf Hitler.

Tiếc là anh hùng đâu chẳng thấy, chỉ thấy một trái lựu đạn nổ tung ngay dưới chân Jojo và biến cậu bé thành chú thỏ thương binh khập khiễng, biến dạng mặt, phải ru rú ở nhà trong lúc chúng bạn như Yorki có cơ hội "cống hiến" cho tổ quốc.
Nhưng chính trong chuỗi ngày buồn chán ấy, Jojo mới có cơ hội phát hiện ra rằng đang trú ẩn trong căn phòng cũ của người chị đã mất Inge là cô gái người Do Thái có tên Elsa Korr (Thomasin McKenzie).
Phải xa bố và mất đi người chị thân yêu, nhưng tính ra Jojo vẫn còn hạnh phúc chán nếu so với Elsa - cô gái mới lớn nhưng đã mất đi tất cả người thân bởi cơn cuồng nộ của chiến dịch diệt chủng người Do Thái do chính những "thần tượng" của cậu trong Đảng Quốc xã tiến hành.
Ngay cả khi thoát được những chuyến tàu chết chóc đưa người Do Thái đến các trại tập trung và được Rosie đồng ý che chở trong căn hộ rộng lớn của nhà Betzler, Elsa vẫn phải ngày đêm sống trong nỗi lo sợ bị những gã mật vụ Gestapo như Đại uý Deertz (Stephen Merchant) phát hiện và treo cổ giữa quảng trường như vô số nạn nhân vô tội khác của chủ nghĩa Quốc xã.
Bởi thế, cuộc đời thật trớ trêu khi để Jojo phát hiện ra Elsa. Rõ ràng "lòng trung thành" với Hitler và những ngày tháng đắm mình trong luận điệu tuyên truyền bài Do Thái của Đức Quốc xã là động lực rất lớn để cậu bé khập khiễng lập tức "chỉ điểm" cô gái cho mật vụ Gestapo.
Nhưng ở thái cực ngược lại, nỗi cô đơn cùng cực của một cậu bé lớn lên giữa chiến tranh tàn khốc, cùng sự hồn nhiên và tò mò của con trẻ, đồng thời khiến Jojo nhận ra rằng chỉ có ở Elsa, cậu mới có thể tìm thấy một tình bạn, một người đồng hành hiếm hoi.

## Nội dung
Johannes "Jojo" Betzler 10 tuổi là một cậu bé sống ở Đức Quốc xã trong giai đoạn sau của Thế chiến II cùng với mẹ mình- Rosie. Người cha vắng mặt của cậu bé được cho là đang phục vụ ở Mặt trận Ý nhưng đã mất liên lạc. Người chị gái của cậu- Inge đã chết cách đây không lâu vì bệnh cúm. Jojo ngây thơ thường nói chuyện với người bạn tưởng tượng của mình, cũng là trợ lý của cậu, phiên bản hài hước của Adolf Hitler.
Khi lên mười tuổi, Jojo tham gia vào nhóm Deutsches Jungvolk. Cậu bé tham dự trại huấn luyện Thanh niên Hitler lần đầu tiên của mình cùng với người bạn thân nhì chỉ sau Hitler- Yorki, trại được điều hành bởi Đại uý Wehrmacht Klenzendorf một mắt. Khi Jojo được các thành viên lớn tuổi hơn của trại yêu cầu cậu giết một con thỏ, cậu đã cố gắng thả nó ra, cậu khóc khi những cậu bé khác chế nhạo cậu với cái tên "Jojo thỏ đế". Sau một cuộc nói chuyện với Adolf, Jojo cướp và ném Stielhandgranate từ huấn luyện viên mà không được phép. Cậu ném trúng một cái cây, nó bật lại và phát nổ dưới chân cậu, vụ tai nạn đã khiến chân cậu "khập khiễng" và lưu lại trên khuôn mặt cậu những vết sẹo. Sau khi Jojo hồi phục, Rosie yêu cầu Klenzendorf phải bị giáng chức sau vụ việc, phải bảo vệ và an ủi con trai cô. Jojo chuyển đến văn phòng và được giao  những nhiệm vụ nhỏ như phát tờ rơi tuyên truyền khắp thị trấn và thu thập kim loại phế liệu phục vụ cho chiến tranh.
Trong một ngày ở nhà một mình, Jojo phát hiện ra Elsa Korr, một cô gái Do Thái đang trốn trên lầu. Jojo đe dọa sẽ tố cáo cô, nhưng Elsa cảnh báo rằng mẹ cậu sẽ bị giết vì giấu cô. Cậu đồng ý giữ an toàn cho cô; với điều kiện cô phải tiết lộ "bí mật của người Do Thái" để cậu có thể viết một cuốn sách cho Klenzendorf. Elsa chơi cùng bằng cách dựng lên những câu chuyện về sức mạnh của người Do Thái, chẳng hạn như đọc suy nghĩ.
Tức giận với mẹ vì giấu người Do Thái nhưng không thể tiết lộ về sự có mặt của Elsa, Jojo cáo buộc Rosie là người không yêu nước và than thở rằng nhớ người cha đang vắng nhà. Rosie bác bỏ những lời buộc tội của mình và nói với con trai rằng sự tích cực và lạc quan là cách tốt nhất để thoát khỏi sự áp bức và người ta thường nhảy khi tự do.
Jojo tiếp tục thẩm vấn Elsa, biết rằng cô có một vị hôn phu tên là Nathan, người mà cô muốn tái hợp khi chiến tranh kết thúc. Jojo giả mạo một lá thư từ "Nathan", tuyên bố rằng anh ta đã tìm thấy một người khác và muốn chia tay với Elsa. Nghe cô ấy khóc, Jojo viết một lá thư khác rút lại lá thư đầu tiên. Jojo và Adolf tranh luận, Adolf khẳng định Elsa là một con quái vật. Sau đó, trong một chuyến đi thu thập kim loại của mình, Jojo thấy mẹ mình để lại tờ tuyên truyền "nước Đức tự do" trong thị trấn.
Trong một ngày khác, khi Jojo đang ở nhà, một nhóm người do Đại úy Deertz dẫn đầu, đến "kiểm tra định kỳ" nhà cậu. Klenzendorf cũng tình cờ đến nhà trong khi nhóm người kia đang lục soát. Trong khi Jojo đang bị tra hỏi, Elsa giả vờ là Inge xuất hiện, và đưa giấy tờ của Inge cho Klenzendorf, cô trả lời vài thông tin cá nhân để dập tắt sự nghi ngờ của Gestapo. Jojo cảm thấy nhẹ nhõm, nhưng Elsa sau đó nhận ra cô đã đọc sai ngày sinh của Inge và Klenzendorf bảo vệ cô, nhưng cô tin chắc rằng Gestapo cuối cùng sẽ nhận ra lời nói dối đó. Cuối ngày hôm đó, Jojo thấy mẹ mình đã bị treo cổ ở quảng trường thị trấn. Đau lòng và tuyệt vọng, cậu trở về nhà và đâm vào vai Elsa, sau đó gục ngã; Elsa an ủi cậu
Jojo tình cờ gặp Yorki, giờ là một người lính, Yorki nói với cậu rằng Hitler đã tự sát và quân Đồng minh đang tiến vào. Jojo gặp Fräulein Rahm, bà ta nhét vũ khí vào tay những đứa trẻ và hy sinh chúng trong những giây phút cuối cùng của trận chiến, bà ta đã khoác lên người Jojo một chiếc áo khoác lính, sau đó chết trong một vụ nổ. Đối mặt với lực lượng Mỹ và Liên Xô, quân đồn trú của thành phố đầu hàng. Quân lính phe Đồng Minh bắt một số lính Đức vào sân sau và xếp họ vào tường, bao gồm cả Jojo. Klenzendorf bị thương nói với Jojo rằng mẹ cậu là một người phụ nữ tốt, sau đó cứu cậu bằng cách cởi áo khoác lính, gọi cậu là người Do Thái, và nhổ nước bọt vào cậu, khiến lính canh Liên Xô kéo cậu ra ngoài. Jojo bỏ chạy khi nghe thấy tiếng súng.
Với nỗi sợ Elsa rời đi sau khi chiến tranh kết thúc, Jojo chạy về nhà và nói rằng nước Đức đã thắng cuộc. Nhìn thấy Elsa tuyệt vọng, cậu đọc một "bức thư" mới từ bạn trai cô, tuyên bố rằng anh và Jojo đã tìm ra cách để đưa cô đến Paris. Elsa thú nhận rằng bạn trai của cô đã chết vì bệnh lao năm trước. Jojo nói với cô rằng cậu yêu cô, và cô nói với cậu rằng cô yêu cậu như một "người em trai". Adolf Hitler trong tưởng tượng nhí nhố với những vết đạn trên đầu đang giận dữ với Jojo vì cậu đã phản bội hắn, Jojo đá hắn ra khỏi cửa sổ. Jojo đưa Elsa ra ngoài, cô nhìn thấy lính Mỹ và nhận ra quân Đồng minh đã chiến thắng cuộc chiến. Cô tát Jojo vì nói dối, và sau đó họ nhảy múa trên đường phố.

## Diễn viên
- Roman Griffin Davis trong vai "Jojo Rabbit" Betzler, một cậu bé người Đức trẻ tuổi, là thành viên của Hitlerjugend
- Thomasin McKenzie trong vai Elsa Korr, một cô gái Do Thái mà Rosie trốn trong nhà
- Scarlett Johansson trong vai Frau Rosie Betzler, mẹ của Jojo, người đang bí mật chống phát xít
- Taika Waititi trong vaingười bạn tưởng tượng của Jojo về nhân vật khét tiếng Adolf Hitler
- Sam Rockwell trong vai Đại úy
- Martin Klenzendorf, một sĩ quan quân đội điều hành một trại trẻ Hitler
- Rebel Wilson trong vai Fräulein Katja Rahm, một hướng dẫn viên tàn bạo trong trại trẻ Hitler
- Alfie Allen trong vai Otto Finkel, chỉ huy thứ hai của Thuyền trưởng Klenzendorf

Stephen Merchant trong vai Đại úy Hermann Deertz, một đặc vụ của Gestapo
- Archie Yates trong vai Yorki, bạn thân của Jojo
- Gabriel Andrew trong vai đặc vụ Gestapo

## Sản xuất
Vào tháng 3 năm 2018, người ta đã tiết lộ rằng Taika Waititi sẽ không chỉ đạo diễn mà còn là bạn diễn trong phim với tư cách là một Adolf Hitler tưởng tượng. Nói về bối cảnh của vai diễn, Waititi cho biết "Đây là phiên bản của tôi... một phiên bản anh hùng nhất của một cậu bé cô đơn, thực sự là cha của anh ấy", đề cập đến thực tế là trong phim, nhân vật chính, 10 năm- cậu bé già, tuyệt vọng gia nhập hàng ngũ của Hitler trong Thế chiến II. Cuối tháng đó, Scarlett Johansson tham gia diễn viên để thể hiện vai mẹ chính của đứa trẻ, người đang bí mật chống phát xít. Vào tháng 4 năm 2018, Sam Rockwell đã tham gia dàn diễn viên để thể hiện "một đội trưởng Đức Quốc xã đang điều hành một trại trẻ Hitler". Vào tháng 5 năm 2018, Rebel Wilson đã tham gia diễn viên để thể hiện "một người hướng dẫn tàn bạo trong Trại trẻ Hitler, chàng trai trẻ vừa được tuyển dụng để tham dự". Việc quay phim cũng được bắt đầu ở Prague ngay sau đó. Cuối tháng đó, người mới Roman Romaninin Davis tham gia diễn viên đóng vai chính là con trai của Johansson và Thomasin McKenzie người New Zealand được chọn vào vai Elsa Korr, cô gái Do Thái mà Johansson giấu trong nhà. Vào tháng 6 năm 2018, Alfie Allen được chọn vào vai Finkel, người chỉ huy thứ hai cho Thuyền trưởng Klenzendorf và Stephen Merchant được chọn vào vai Đại úy Deertz, một đặc vụ của Gestapo.
Bộ phim bắt đầu khởi quay từ ngày 28 tháng 5 đến ngày 21 tháng 7 năm 2018. Vào tháng 2 năm 2019, việc quay lại và sửa chữa các lỗi đã hoàn thành.

## Khó khăn và thử thách
Jojo Rabbit là tác phẩm mới nhất của đạo diễn chuyên trị phim hài người New Zealand Taika Waititi. Với công chúng quốc tế, có lẽ anh được biết tới nhiều nhất qua tác phẩm được đánh giá cao thuộc Vũ trụ Điện ảnh Marvel là Thor: Ragnarok (2017).
Song, trước khi những hình ảnh sống động, rực rỡ và phong cách tươi vui của Thor: Ragnarok chinh phục khán giả toàn cầu, vị đạo diễn 44 tuổi có cha là người gốc thổ dân Māori thực ra đã gây dựng cho bản thân phong cách đặc trưng qua những bộ phim đầy ắp chi tiết hài hước ngây thơ con trẻ, nhưng cũng lại ẩn chứa nhiều thông điệp xã hội tế nhị, như What We Do in the Shadows (2014) hay Hunt for the Wilderpeople (2016).
Tuy nhiên, nếu so với những tác phẩm hài trước đây, chắc chắn Jojo Rabbit là thử thách lớn đối với Taika Waititi. Bởi bộ phim mới động tới đề tài rất dễ để chỉ trích, nhưng lại cực khó để khắc hoạ một cách hài hước: nạn diệt chủng người Do Thái từ góc nhìn của những người sống dưới chế độ Quốc xã.
Lựa chọn của Taika Waititi gây nhiều tò mò khi ông khai thác chuyện diệt chủng dưới góc nhìn trẻ thơ và đầy hài hước.

Có ông ngoại là người Nga gốc Do Thái, hẳn Taika Waititi từ lâu đã muốn thực hiện một tác phẩm về nỗi đau nhức nhối suốt gần một thế kỷ qua của người Do Thái theo cái cách Steven Spielberg từng đem tới cho công chúng qua Schindler’s List (1993), hay Roman Polanski qua The Pianist (2002), cho người yêu điện ảnh.
Nhưng hiếm có đạo diễn người Do Thái nào lại chọn cách khắc hoạ bị kịch lớn nhất trong lịch sử thế giới hiện đại một cách hài hước châm biếm, qua góc nhìn của một cậu bé sống theo "lý tưởng" phe ác, như Taika Waititi với Jojo Rabbit.
Quả thực, phần đầu của Jojo Rabbit tuy rất hài hước, nhưng vẫn tạo ra chút gợn trong lòng khán giả. Bởi người xem được chọc cười bởi những hành động, câu thoại, tình huống đầy châm biếm đến từ Jojo "Thỏ đế" và nhóm người xung quanh cậu như Hitler, như Klenzendorf, như Rahm, nhưng đồng thời phải đối mặt với vô số luận điệu, tư tưởng độc hại, đen tối của chủ nghĩa Quốc xã vốn đã gây ra cái chết của hàng chục triệu người trên khắp châu Âu và ngay trong lòng nước Đức.
Jojo Rabbit là tác phẩm gây phân cực giới phê bình khi ra mắt, trong đó một số cây bút cho rằng phim có góc nhìn thiện cảm với phát xít. Nội dung tác phẩm khá nhạy cảm với cậu bé mê phát xít - hệ thống mà người Âu Mỹ thường muốn quên đi hoặc khắc họa theo hướng tiêu cực.
Dù vướng ý kiến trái chiều, Jojo Rabbit tiến bước thuận lợi ở mùa giải thưởng. Tại LHP Toronto (Canada), tác phẩm giành giải cao nhất, qua đó nhanh chóng được xếp vào nhóm ứng viên nổi trội ở Oscar. Trong mùa giải trước đó, phim Green Book cũng thắng LHP Toronto trước khi đoạt "Phim xuất sắc" ở Oscar.

## Giải thưởng và đề cử
| Giải thưởng                          | Ngày                      | Thể loại                                                       | Người nhận | Kết quả   | Ref(s)        |
| ------------------------------------ | ------------------------- | -------------------------------------------------------------- | --- | --------- | ------------- |
| AACTA Awards                         | Ngày 3 tháng 1 năm 2020   | Best International Screenplay                                  | Taika Waititi | Đoạt giải | [ 27 ]        |
| Academy Awards                       | Ngày 9 tháng 2 năm 2020   | Best Picture                                                   | Carthew Neal, Taika Waititi, và Chelsea Winstanley                                                                                     | Đề cử     | [ 28 ]        |
| Academy Awards                       | Ngày 9 tháng 2 năm 2020   | Best Supporting Actress                                        | Scarlett Johansson | Đề cử     | [ 28 ]        |
| Academy Awards                       | Ngày 9 tháng 2 năm 2020   | Best Adapted Screenplay                                        | Taika Waititi | Đoạt giải | [ 28 ]        |
| Academy Awards                       | Ngày 9 tháng 2 năm 2020   | Best Production Design                                         | Ra Vincent và Nora Sopková | Đề cử     | [ 28 ]        |
| Academy Awards                       | Ngày 9 tháng 2 năm 2020   | Best Costume Design                                            | Mayes C. Rubeo | Đề cử     | [ 28 ]        |
| Academy Awards                       | Ngày 9 tháng 2 năm 2020   | Best Film Editing                                              | Tom Eagles | Đề cử     | [ 28 ]        |
| American Cinema Editors              | Ngày 17 tháng 1 năm 2020  | Best Edited Feature Film – Comedy or Musical                   | Tom Eagles | Đoạt giải | [ 29 ]        |
| Art Directors Guild Awards           | ngày 1 tháng 2 năm 2020   | Excellence in Production Design for a Period Film              | Ra Vincent | Đề cử     | [ 30 ]        |
| British Academy Film Awards          | Ngày 2 tháng 2 năm 2020   | Best Actress in a Supporting Role                              | Scarlett Johansson | Đề cử     | [ 31 ]        |
| British Academy Film Awards          | Ngày 2 tháng 2 năm 2020   | Best Adapted Screenplay                                        | Taika Waititi | Đoạt giải | [ 31 ]        |
| British Academy Film Awards          | Ngày 2 tháng 2 năm 2020   | Best Costume Design                                            | Mayes C. Rubeo | Đề cử     | [ 31 ]        |
| British Academy Film Awards          | Ngày 2 tháng 2 năm 2020   | Best Editing                                                   | Tom Eagles | Đề cử     | [ 31 ]        |
| British Academy Film Awards          | Ngày 2 tháng 2 năm 2020   | Best Original Score                                            | Michael Giacchino | Đề cử     | [ 31 ]        |
| British Academy Film Awards          | Ngày 2 tháng 2 năm 2020   | Best Production Design                                         | Ra Vincent và Nora Sopková | Đề cử     | [ 31 ]        |
| Casting Society of America           | Ngày 30 tháng 1 năm 2020  | Feature Studio Or Independent – Comedy                         | Des Hamilton | Đoạt giải | [ 32 ]        |
| Costume Designers Guild Awards       | Ngày 28 tháng 1 năm 2020  | Excellence in Period Film                                      | Mayes C. Rubeo | Đoạt giải | [ 33 ]        |
| Critics' Choice Movie Awards         | Ngày 12 tháng 1 năm 2020  | Best Picture                                                   | Jojo Rabbit | Đề cử     | [ 34 ]        |
| Critics' Choice Movie Awards         | Ngày 12 tháng 1 năm 2020  | Best Supporting Actress                                        | Scarlett Johansson | Đề cử     | [ 34 ]        |
| Critics' Choice Movie Awards         | Ngày 12 tháng 1 năm 2020  | Best Young Actor/Actress                                       | Roman Griffin Davis | Đoạt giải | [ 34 ]        |
| Critics' Choice Movie Awards         | Ngày 12 tháng 1 năm 2020  | Best Young Actor/Actress                                       | Thomasin McKenzie | Đề cử     | [ 34 ]        |
| Critics' Choice Movie Awards         | Ngày 12 tháng 1 năm 2020  | Best Young Actor/Actress                                       | Archie Yates | Đề cử     | [ 34 ]        |
| Critics' Choice Movie Awards         | Ngày 12 tháng 1 năm 2020  | Best Adapted Screenplay                                        | Taika Waititi | Đề cử     | [ 34 ]        |
| Critics' Choice Movie Awards         | Ngày 12 tháng 1 năm 2020  | Best Comedy                                                    | Jojo Rabbit | Đề cử     | [ 34 ]        |
| Directors Guild of America Awards    | Ngày 25 tháng 1 năm 2020  | Outstanding Directing – Feature Film                           | Taika Waititi | Đề cử     | [ 35 ]        |
| Gold Derby Awards                    | Ngày 4 tháng 2 năm 2020   | Best Picture                                                   | Carthew Neal và Taika Waititi | Đề cử     | [ 36 ]        |
| Gold Derby Awards                    | Ngày 4 tháng 2 năm 2020   | Best Adapted Screenplay                                        | Taika Waititi | Đề cử     | [ 36 ]        |
| Gold Derby Awards                    | Ngày 4 tháng 2 năm 2020   | Best Costume Design                                            | Mayes C. Rubeo | Đề cử     | [ 36 ]        |
| Golden Globe Awards                  | Ngày 5 tháng 2 năm 2020   | Best Motion Picture – Musical or Comedy                        | Jojo Rabbit | Đề cử     | [ 37 ]        |
| Golden Globe Awards                  | Ngày 5 tháng 2 năm 2020   | Best Actor – Motion Picture Musical or Comedy                  | Roman Griffin Davis | Đề cử     | [ 37 ]        |
| Hollywood Critics Association Awards | Ngày 9 tháng 1 năm 2020   | Best Picture                                                   | Jojo Rabbit | Đề cử     | [ 38 ]        |
| Hollywood Critics Association Awards | Ngày 9 tháng 1 năm 2020   | Best Male Director                                             | Taika Waititi | Đề cử     | [ 38 ]        |
| Hollywood Critics Association Awards | Ngày 9 tháng 1 năm 2020   | Best Adapted Screenplay                                        | Taika Waititi | Đoạt giải | [ 38 ]        |
| Hollywood Critics Association Awards | Ngày 9 tháng 1 năm 2020   | Best Performance by an Actor or Actress 23 and Under           | Roman Griffin Davis | Đề cử     | [ 38 ]        |
| Hollywood Critics Association Awards | Ngày 9 tháng 1 năm 2020   | Best Performance by an Actor or Actress 23 and Under           | Thomasin McKenzie | Đề cử     | [ 38 ]        |
| Hollywood Film Awards                | Ngày 3 tháng 11 năm 2019  | Cinematography Award                                           | Mihai Mălaimare Jr. | Đoạt giải | [ 39 ]        |
| Hollywood Film Awards                | Ngày 3 tháng 11 năm 2019  | Production Design Award                                        | Ra Vincent | Đoạt giải | [ 39 ]        |
| Hollywood Music in Media Awards      | Ngày 23 tháng 11 năm 2019 | Best Original Score in a Feature Film                          | Michael Giacchino | Đề cử     | [ 40 ]        |
| Humanitas Prize                      | Ngày 24 tháng 1 năm 2020  | Comedy or Musical Feature Film                                 | Jojo Rabbit | Đoạt giải | [ 41 ]        |
| Producers Guild of America Awards    | Ngày 18 tháng 1 năm 2020  | Best Theatrical Motion Picture                                 | Jojo Rabbit | Đề cử     | [ 42 ]        |
| Satellite Awards                     | Ngày 19 tháng 12 năm 2019 | Best Actor – Motion Picture Comedy/Musical                     | Taika Waititi | Đề cử     | [ 43 ]        |
| Satellite Awards                     | Ngày 19 tháng 12 năm 2019 | Best Adapted Screenplay                                        | Taika Waititi | Đề cử     | [ 43 ]        |
| Screen Actors Guild Awards           | Ngày 19 tháng 1 năm 2020  | Outstanding Performance by a Cast in a Motion Picture          | Alfie Allen, Roman Griffin Davis, Scarlett Johansson, Thomasin McKenzie, Stephen Merchant, Sam Rockwell, Taika Waititi và Rebel Wilson | Đề cử     | [ 44 ]        |
| Screen Actors Guild Awards           | Ngày 19 tháng 1 năm 2020  | Outstanding Performance by a Female Actor in a Supporting Role | Scarlett Johansson | Đề cử     | [ 44 ]        |
| Toronto International Film Festival  | Ngày 15 tháng 9 năm 2019  | Grolsch People's Choice Award                                  | Jojo Rabbit | Đoạt giải | [ 45 ]        |
| Writers Guild of America Awards      | Ngày 1 tháng 2 năm 2020   | Best Adapted Screenplay                                        | Taika Waititi | Đoạt giải | [ 46 ] [ 47 ] |